# Jean-Michel Bazire
Jean-Michel Bazire, född 16 mars 1971 i Le Mans, är en fransk travkusk, montéryttare och travtränare.
Han har tränat och kört hästar som Kesaco Phedo, Ave Avis, Aubrion du Gers, Belina Josselyn, Cleangame, Looking Superb och Davidson du Pont. Han anlitas även ofta som kusk av andra tränare och har i den rollen kört hästar som Commander Crowe, Up And Quick, Un Mec d'Héripré, L'Amiral Mauzun, Gigant Neo, Moni Maker, Kool du Caux, Exploit Caf och Orlando Vici.
Han är far till travtränaren och kusken Nicolas Bazire.

## Större segrar i urval
| År   | Lopp                  | Häst               | Kusk/Ryttare          | Tränare                 | Grupp   |
| ---- | --------------------- | ------------------ | --------------------- | ----------------------- | ------- |
| 1997 | Critérium Continental | Fripon Rose        | Jean-Michel Bazire    | Jean-Michel Bazire      | Grupp 1 |
| 1999 | Prix d'Amérique       | Moni Maker         | Jean-Michel Bazire    | Jimmy Takter            | Grupp 1 |
| 1999 | Prix de France        | Moni Maker         | Jean-Michel Bazire    | Jimmy Takter            | Grupp 1 |
| 1999 | Grand Prix l'UET      | Himo Josselyn      | Jean-Michel Bazire    | Jean-Michel Bazire      | Grupp 1 |
| 1999 | Prix du Bourbonnais   | Fiesta d'Anjou     | Jean-Michel Bazire    | Jean-Michel Bazire      | Grupp 2 |
| 2000 | Prix du Bourbonnais   | Fiesta d'Anjou     | Jean-Michel Bazire    | Jean-Michel Bazire      | Grupp 2 |
| 2002 | Critérium Continental | Korean             | Jean-Michel Bazire    | Fabrice Souloy          | Grupp 1 |
| 2004 | Prix d'Amérique       | Kesaco Phedo       | Jean-Michel Bazire    | Jean-Michel Bazire      | Grupp 1 |
| 2005 | Prix de Belgique      | Kazire de Guez     | Stephande Delasalle   | Jean-Michel Bazire      | Grupp 2 |
| 2005 | Prix de Paris         | Jardy              | Jean-Michel Bazire    | Jean-Michel Bazire      | Grupp 1 |
| 2005 | Finlandialoppet       | Kart de Baudrairie | Jean-Michel Bazire    | Franck Leblanc          | Grupp 1 |
| 2006 | Prix de Paris         | Jardy              | Jean-Michel Bazire    | Jean-Michel Bazire      | Grupp 1 |
| 2007 | Prix de Paris         | Jardy              | Jean-Michel Bazire    | Jean-Michel Bazire      | Grupp 1 |
| 2007 | Gran Premio Lotteria  | Exploit Caf        | Jean-Michel Bazire    | Fabrice Souloy          | Grupp 1 |
| 2007 | Elitloppet            | L'Amiral Mauzun    | Jean-Michel Bazire    | Jean-Philippe Ducher    | Grupp 1 |
| 2007 | Copenhagen Cup        | Kool du Caux       | Jean-Michel Bazire    | Fabrice Souloy          | Grupp 1 |
| 2007 | Hugo Åbergs Memorial  | Oiseau de Feux     | Jean-Michel Bazire    | Fabrice Souloy          | Grupp 1 |
| 2008 | Prix de France        | Exploit Caf        | Jean-Michel Bazire    | Fabrice Souloy          | Grupp 1 |
| 2008 | Prix de l'Atlantique  | Exploit Caf        | Jean-Michel Bazire    | Fabrice Souloy          | Grupp 1 |
| 2008 | Gran Premio Lotteria  | Gambling Bi        | Jean-Michel Bazire    | Fabrice Souloy          | Grupp 1 |
| 2008 | Finlandialoppet       | Oiseau de Feux     | Jean-Michel Bazire    | Fabrice Souloy          | Grupp 1 |
| 2008 | Elitloppet            | Exploit Caf        | Jean-Michel Bazire    | Fabrice Souloy          | Grupp 1 |
| 2008 | Hugo Åbergs Memorial  | L'Amiral Mauzun    | Jean-Michel Bazire    | Jean-Philippe Ducher    | Grupp 1 |
| 2009 | Critérium Continental | Rolling d'Heripre  | Jean-Michel Bazire    | Fabrice Souloy          | Grupp 1 |
| 2009 | Finlandialoppet       | Igor Font          | Jean-Michel Bazire    | Fabrice Souloy          | Grupp 1 |
| 2011 | Finlandialoppet       | Commander Crowe    | Jean-Michel Bazire    | Fabrice Souloy          | Grupp 1 |
| 2014 | Prix de Paris         | Up And Quick       | Jean-Michel Bazire    | Franck Leblanc          | Grupp 1 |
| 2015 | Prix d'Amérique       | Up And Quick       | Jean-Michel Bazire    | Franck Leblanc          | Grupp 1 |
| 2015 | Prix de Paris         | Up And Quick       | Jean-Michel Bazire    | Franck Leblanc          | Grupp 1 |
| 2017 | UET Trotting Masters  | Aubrion du Gers    | Jean-Michel Bazire    | Jean-Michel Bazire      | Grupp 1 |
| 2018 | Prix de France        | Belina Josselyn    | Jean-Michel Bazire    | Jean-Michel Bazire      | Grupp 1 |
| 2019 | Prix d'Amérique       | Belina Josselyn    | Jean-Michel Bazire    | Jean-Michel Bazire      | Grupp 1 |
| 2019 | Prix de Paris         | Belina Josselyn    | Jean-Michel Bazire    | Jean-Michel Bazire      | Grupp 1 |
| 2019 | Prix de l'Atlantique  | Looking Superb     | Jean-Michel Bazire    | Jean-Michel Bazire      | Grupp 1 |
| 2019 | Gran Premio Lotteria  | Bel Avis           | Jean-Michel Bazire    | Jean-Michel Bazire      | Grupp 1 |
| 2020 | Prix de Belgique      | Belina Josselyn    | Jean-Michel Bazire    | Jean-Michel Bazire      | Grupp 2 |
| 2020 | Prix de France        | Davidson du Pont   | Jean-Michel Bazire    | Jean-Michel Bazire      | Grupp 1 |
| 2020 | Prix de Paris         | Belina Josselyn    | Jean-Michel Bazire    | Jean-Michel Bazire      | Grupp 1 |
| 2021 | Prix de Belgique      | Davidson du Pont   | Jean-Michel Bazire    | Jean-Michel Bazire      | Grupp 2 |
| 2021 | Montéeliten           | Dreambreaker       | Matilde Herleiksplass | Jean-Michel Bazire      | Grupp 2 |
| 2021 | Critérium des 3 ans   | Idylle Speed       | Jean-Michel Bazire    | François Pierre Bossuet | Grupp 1 |
| 2023 | Prix d'Amérique       | Hooker Berry       | Jean-Michel Bazire    | Jean-Michel Bazire      | Grupp 1 |

## Utmärkelser
Bazire har vunnit utmärkelsen Sulky d'or 1998 och 2000-2018, för att ha vunnit flest lopp under ett gånget år.